# ラブアン
ラブアン (Labuan) は、マレーシアの連邦直轄領の一つで、サバ州の沖合い南シナ海に浮かぶ島。

## 概要
マレー語でラブアンは「良港」を意味し、正式には連邦領ラブアン (Wilayah Persekutuan Labuan) と称する。中国語では納閩と記される。
面積は85平方キロメートルで、中国の香港特別行政区の香港島よりわずかに大きい。

ラブアン島の地図

島の中心はバンダル・ラブアン (Bandar Labuan) で、首都のクアラルンプールやボルネオ島最大の都市コタ・キナバルと国内線やフェリーで結ばれている。
もともとリゾート地として人気があったが、1990年マレーシア連邦政府によりオフショア会社法が制定され、ラブアン・オフショア金融サービスセンター (LOFSA) が設立された。現在マレーシアのオフショア金融センターないし租税回避地として東南アジアや中東の注目を集めている。

## 歴史
- 11世紀、マジャパヒト帝国の支配下で、洋上交易の拠点として栄える。
- 1846年、ブルネイからイギリスへ割譲される。
- 1848年、イギリスの直轄植民地が置かれる。
- 1942年、日本軍により占領、ボルネオ守備軍司令官だった陸軍中将前田利為にちなんで島名を「前田島」に改称する。
- 1963年、サバ州内の一地域として、マレーシアへ加わる。
- 1984年、連邦領となり、サバ州から離脱する。
- 1990年、自由港として認定される。

## 交通

### 空港
- ラブアン空港